# Iorwerth ap Bleddyn
Iorwerth ap Bleddyn (1053 – 1111) è stato un principe del Powys (Galles orientale).

## Biografia
Era figlio di Bleddyn ap Cynfyn, che regnò sia sul Powys sia sul Gwynedd. Quando Bleddyn fu ucciso nel 1075, il Powys fu diviso tra i suoi tre figli: Iorwerth, Cadwgan e Maredudd.
Iorwerth, Cadwgan e Maredudd ottennero le loro tennero come vassalli di Robert of Bellême, terzo Earl di Shrewsbury. Nel 1102, l'Earl si ribellò a re Enrico I d'Inghilterra. All'inizio i tre fratelli supportarono Robert. Il sovrano inglese ordinò a William Pantulf di tentare di far passare dalla sua parte Iorwerth, che era considerato il più potente tra i tre fratelli, con la promessa di una grossa ricompensa. William riuscì nell'impresa e Iorwerth devastò il Shropshire con un potente esercito gallese. Robert dovette arrendersi e fu esiliato. Iorwerth catturò il fratello Maredudd e lo inviò al re inglese.
Ma ben presto Iorwerth tolse il suo supporto al sovrano, perché che molte delle terre che gli erano state promesse andarono ad altri. Nel 1103 Iorwerth fu processato, condannato e imprigionato da un tribunale a Shrewsbury. Fu rilasciato solo nel 1110, dopo che Owain ap Cadwgan, nipote di Iorwerth, ebbe rapito Nest, moglie di Gerald di Pembroke, provocando così nuove ostilità. Iorwerth scacciò Owain dal Powys e riprese il potere. Tuttavia nel 1111, l'alleato di Owain, Madog ap Rhiryd, attaccò e uccise Iorwerth, che morì senza lasciare eredi. E così, dopo che anche il fratello Cadwgan fu ucciso da Madog poco dopo, Owain riprese il potere.